# 塞克薩德
塞克薩德（匈牙利語：Szekszárd；克羅埃西亞語：Seksar；德语：Sechsard）是位於匈牙利南部的一個城市。塞克薩德是托爾瑙州的首府所在地。就人口而言，塞克薩德是匈牙利人口最少的州府，面積則僅大於陶陶巴尼奧。該市地處平原和山區交界處。

## 友好城市
- 塞尔维亚贝切伊
- 法國 伯宗
- 德国比蒂希海姆-比辛根
- 罗马尼亚弗杰特
- 罗马尼亚卢戈日
- 意大利拉韦纳
- 芬兰托尔尼奥
- 比利时瓦勒海姆